# Desenvolvedora de primeiros
Na indústria de jogos eletrônicos, uma desenvolvedora de primeiros ou first-party é uma desenvolvedora que é parte de uma companhia que de fato manufatura um console de videogame. As desenvolvedoras de primeiros podem usar o nome da própria companhia (como Nintendo), ou ter um nome de divisão específico (como a Polyphony Digital da Sony). Diferentemente das desenvolvedoras de segundos, contudo, a desenvolvedora de primeiros é considerada a parte do fabricante, não uma entidade separada, e totalmente possuída pelo fabricante do console.